# 122555 Auñón-Chancellor
122555 Auñón-Chancellor è un asteroide della fascia principale. Scoperto nel 2000, presenta un'orbita caratterizzata da un semiasse maggiore pari a 2,3583461 au e da un'eccentricità di 0,1672638, inclinata di 6,51245° rispetto all'eclittica.